# Eparchie surožská
Eparchie Surož je eparchie ruské pravoslavné církve.

## Území a titul biskupa
Zahrnuje správní hranice území Velké Británie a Irska.
Eparchiálnímu biskupovi náleží titul biskup surožský.

## Historie
Základem eparchie se stal chrám Zesnutí přesvaté Bohorodice v Londýně, který se roku 1716 stal chrámem velvyslanectví. Farnost změnila několikrát své místo a dnes se nachází v bývalém anglikánském kostele Všech svatých.
Po roce 1917 byla farnost pod správou Vyšší církevní správy v zahraničí. Roku 1926 se farnost rozdělila na příznivce Moskevského patriarchátu a Ruské pravoslavné církve v zahraničí.
Roku 1931 byla farnost přijata pod jurisdikci Konstantinopolského patriarchátu.
Roku 1945 byla farnost spolu s exarchátem farností ruské tradice v Západní Evropě znovu sjednocena pod Moskevský patriarchát.
Dne 30. listopadu 1957 byl ve Velké Británii zřízen sergijevský vikariát Patriarchálního exarchátu Západní Evropy.
Dne 10. října 1962 byla Svatým synodem zřízena eparchie surožská jako součást exarchátu. Do čela eparchie byl jmenován arcibiskup Antonij (Bloom), který eparchii pojmenoval po starověké krymské eparchii se sídlem v Sugdaii (dnes město Sudak). V ruských kronikách je město uváděno jako Surož.

## Seznam biskupů
- 1962–2003 Antonij (Bloom)
  - 2003–2006 Alfred (Osborne) dočasný správce
  - 2006–2007 Innokentij (Vasiljev) dočasný správce
- 2007–2017 Jelisej (Ganaba)
- od 2017 Matfej (Andrejev)